# Dickershausen
Dickershausen ist ein Stadtteil von Homberg (Efze) im nordhessischen Schwalm-Eder-Kreis. Das Dorf liegt etwa 5 km nordöstlich der Homberger Kernstadt an den Nordausläufern des Knüllgebirges. In der Ortschaft entspringt der Schwalm-Zufluss Rhünda.

## Geschichte

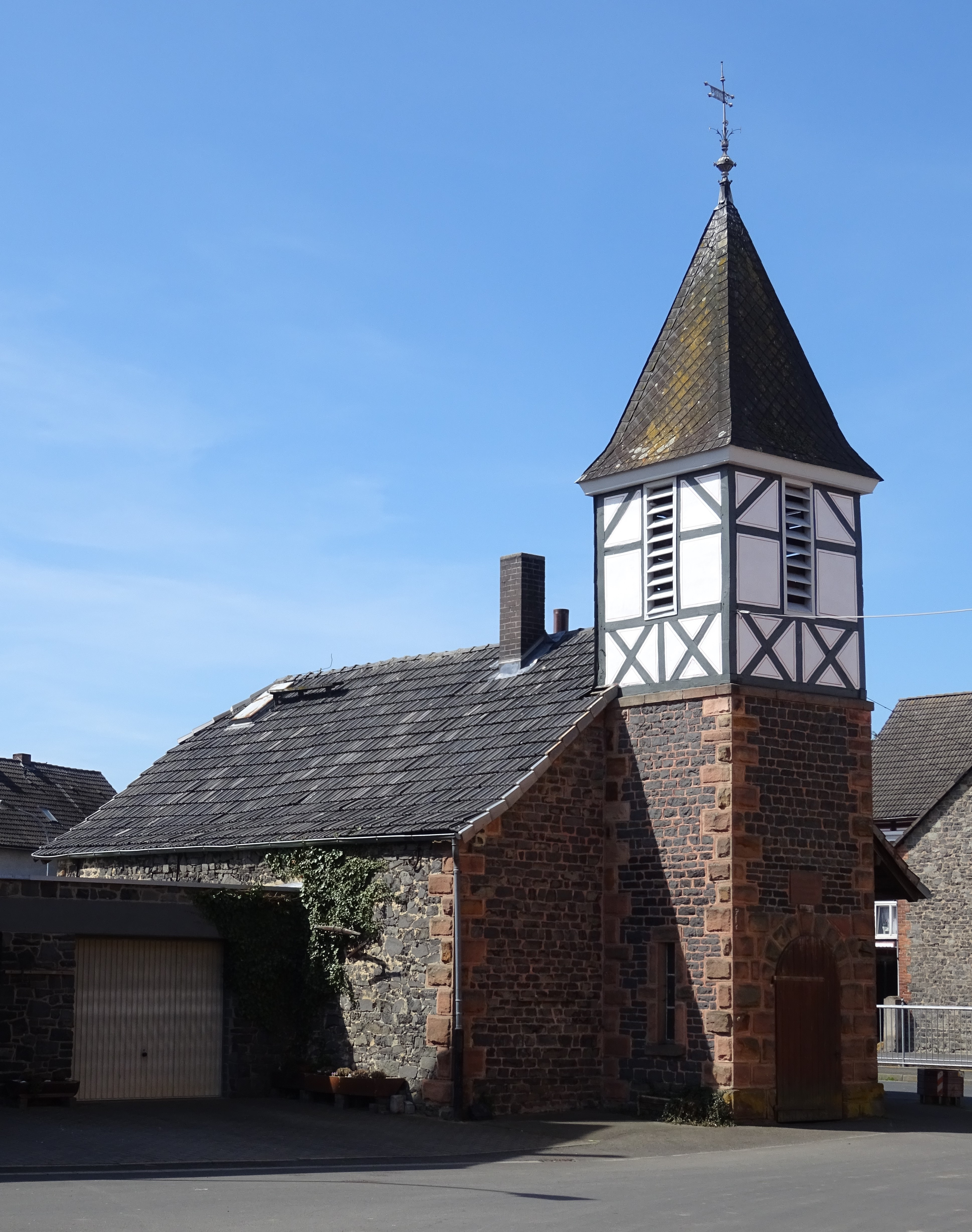
Glockenturm am Dickershäuser Backhaus

Die älteste bekannte schriftliche Erwähnung des Orts erfolgte im Jahr 1108 unter dem Namen Diggereshusen, als ein Reginhart de Diggershusen genannt wird. In historischen Dokumenten späterer Jahre ist der Ort unter folgenden Ortsnamen belegt (in Klammern das Jahr der Erwähnung): Dickershusen (1335), Digkershuesen (um 1490), Dickershausen (1564) und Dükkershaußen (1674).
Um 1490 gab es im Dorf sieben wehrhafte Männer sowie drei Pflüge.
Zum 1. Februar 1971 wurde die bis dahin selbständige Gemeinde Dickershausen im Zuge der Gebietsreform in Hessen auf freiwilliger Basis als Stadtteil in die Stadt Homberg, Bezirk Kassel, heute Homberg (Efze), eingegliedert.
Für Dickershausen wurde, wie für die anderen in die Kreisstadt Homberg (Efze) eingegliederten Gemeinden, ein Ortsbezirk mit Ortsbeirat und Ortsvorsteher nach der Hessischen Gemeindeordnung gebildet.

## Bevölkerung

### Einwohnerstruktur 2011
Nach den Erhebungen des Zensus 2011 lebten am Stichtag, dem 9. Mai 2011, in Dickershausen 189 Einwohner. Darunter waren keine Ausländer.
Nach dem Lebensalter waren 27 Einwohner unter 18 Jahren, 72 zwischen 18 und 49, 45 zwischen 50 und 64 und 45 Einwohner waren älter. Die Einwohner lebten in 78 Haushalten. Davon waren 18 Singlehaushalte, 27 Paare ohne Kinder und 27 Paare mit Kindern, sowie 3 Alleinerziehende und keine Wohngemeinschaften. In 18 Haushalten lebten ausschließlich Senioren und in 45 Haushaltungen lebten keine Senioren.

### Einwohnerentwicklung
| Quelle: Historisches Ortslexikon |                                                        |
| • um 1490:                       | 7 wehrhafte Männer (3 Pflüge)                          |
| • 1537:                          | ein Köttner, 9 Beisassen (12 1⁄2 landgräfliche Huben). |
| • 1570/85:                       | 20 Hausgesesse                                         |
| • 1639:                          | 5 verheiratete, 4 verwitwete, 2 ledige Hausgesesse     |
| • 1742:                          | 24 Häuser                                              |

| Dickershausen: Einwohnerzahlen von 1768 bis 2015 | Dickershausen: Einwohnerzahlen von 1768 bis 2015 | Dickershausen: Einwohnerzahlen von 1768 bis 2015 | Dickershausen: Einwohnerzahlen von 1768 bis 2015 | Dickershausen: Einwohnerzahlen von 1768 bis 2015 |
| --- | ------------------------------------------------ | ------------------------------------------------ | ------------------------------------------------ | ------------------------------------------------ |
| Jahr |                                                  |                                                  |                                                  | Einwohner                                        |
| 1768 | 1768                                             |                                                  | 133                                              | 133                                              |
| 1800 | 1800                                             |                                                  | ?                                                | ?                                                |
| 1834 | 1834                                             |                                                  | 182                                              | 182                                              |
| 1840 | 1840                                             |                                                  | 208                                              | 208                                              |
| 1846 | 1846                                             |                                                  | 212                                              | 212                                              |
| 1852 | 1852                                             |                                                  | 214                                              | 214                                              |
| 1858 | 1858                                             |                                                  | 195                                              | 195                                              |
| 1864 | 1864                                             |                                                  | 208                                              | 208                                              |
| 1871 | 1871                                             |                                                  | 237                                              | 237                                              |
| 1875 | 1875                                             |                                                  | 220                                              | 220                                              |
| 1885 | 1885                                             |                                                  | 218                                              | 218                                              |
| 1895 | 1895                                             |                                                  | 225                                              | 225                                              |
| 1905 | 1905                                             |                                                  | 226                                              | 226                                              |
| 1910 | 1910                                             |                                                  | 266                                              | 266                                              |
| 1925 | 1925                                             |                                                  | 255                                              | 255                                              |
| 1939 | 1939                                             |                                                  | 307                                              | 307                                              |
| 1946 | 1946                                             |                                                  | 460                                              | 460                                              |
| 1950 | 1950                                             |                                                  | 419                                              | 419                                              |
| 1956 | 1956                                             |                                                  | 335                                              | 335                                              |
| 1961 | 1961                                             |                                                  | 296                                              | 296                                              |
| 1967 | 1967                                             |                                                  | 268                                              | 268                                              |
| 1980 | 1980                                             |                                                  | ?                                                | ?                                                |
| 1990 | 1990                                             |                                                  | ?                                                | ?                                                |
| 2000 | 2000                                             |                                                  | ?                                                | ?                                                |
| 2011 | 2011                                             |                                                  | 189                                              | 189                                              |
| 2015 | 2015                                             |                                                  | 206                                              | 206                                              |
| Datenquelle: Historisches Gemeindeverzeichnis für Hessen: Die Bevölkerung der Gemeinden 1834 bis 1967. Wiesbaden: Hessisches Statistisches Landesamt, 1968. Weitere Quellen: ; Zensus 2011; Stadt Homberg (Efze): |                                                  |                                                  |                                                  |                                                  |

### Historische Religionszugehörigkeit
| Quelle: Historisches Ortslexikon |                                                                    |
| • 1861:                          | alle Einwohner evangelisch-reformierte                             |
| • 1885:                          | 218 evangelische (= 100 %) Einwohner                               |
| • 1961:                          | 263 evangelische (= 88,85 %), 32 katholische (= 10,81 %) Einwohner |

### Historische Erwerbstätigkeit
| • 1961: | Erwerbspersonen: 108 Land- und Forstwirtschaft, 64 Produzierendes Gewerbe, 33 Handel und Verkehr, 19 Dienstleistungen und Sonstiges. |

## Politik
Für Dickershausen besteht ein Ortsbezirk (Gebiete der ehemaligen Gemeinde Dickershausen) mit Ortsbeirat und Ortsvorsteher nach der Hessischen Gemeindeordnung. Der Ortsbeirat besteht aus fünf Mitgliedern.
Bei den Kommunalwahlen in Hessen 2021 betrug die Wahlbeteiligung zum Ortsbeirat Dickershausen 70,14 %. Alle Kandidaten gehörten der „Einheitsliste Dickershausen“ an. Der Ortsbeirat wählte Jacqueline Arend-Ciba zur Ortsvorsteherin.

## Persönlichkeiten
- Adolf Freund (1893–1980), Maurermeister